# Joaquina Vedruna
Joaquina de Vedruna i Vidal, en religion sœur Joaquina du Père Saint François (en espagnol : Joaquina padre Francis), née le  16 avril 1783 à Barcelone et décédée le 28 août 1854 dans la même ville, est une religieuse espagnole, fondatrice des Carmélites de la charité, et reconnue sainte par l'Église catholique.
Dès l'âge de 12 ans elle souhaite entrer au Carmel, mais vu son jeune âge, son entrée est refusée. Elle se marie à 24 ans et elle a 9 enfants. Devenue veuve à 33 ans, elle élève seule ses enfants. Elle fonde l'ordre des Carmélites de la charité (congrégation destinée à l'éducation des jeunes filles et l'aide aux malades), et à 43 ans elle prononce ses vœux. 
Durant la Première Guerre carliste (1833 - 1839), elle subit des accusations et doit s'exiler. Sa congrégation est définitivement approuvée en 1850. Joaquina rentre à Barcelone en 1852, elle décède en 1854. Béatifiée en 1940, elle est canonisée en 1959. Sa congrégation étant rattachée à l'ordre des Carmes déchaux, sa fête est célébrée dans l'ordre du Carmel.

## Biographie

### Son enfance

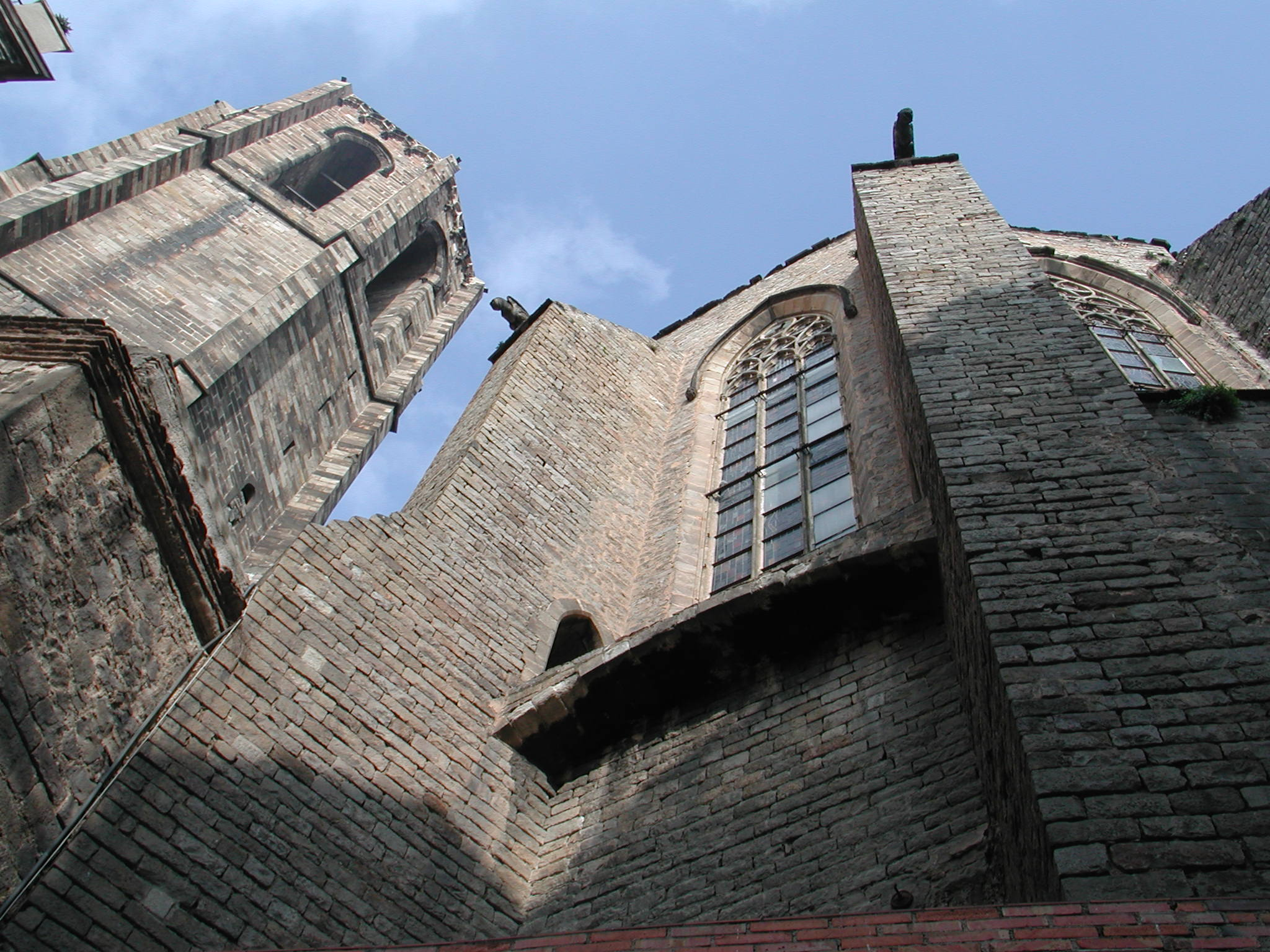
Tour de l'abside et clocher de l'église de Santa Maria del Pi, vus sur la place

Joaquina de Vedruna Vidal (ou Joaquima en Catalan) est née à Barcelone (Espagne), rue de l'Hospital, le 16 avril 1783, dans une famille profondément chrétienne appartenant à l'aristocratie et la bourgeoisie intellectuelle de la ville. Elle est la cinquième d'une famille de huit enfants. Son père, don Lorenzo de Vedruna, exerce le métier de notaire de la Chancellerie Royale à Barcelone.
Elle a été élevée dans la maison familiale directement par sa mère, doña Teresa Vidal, qui va orienter et faire murir l'extraordinaire sensibilité humaine et spirituelle de sa la fille. À 12 ans, elle demande à être admise au monastère de Carmélites de l'Incarnation, dans la rue de l'Hôspital, à quelques pas de sa maison, mais la prieure reporte son entrée compte tenu de son jeune âge.

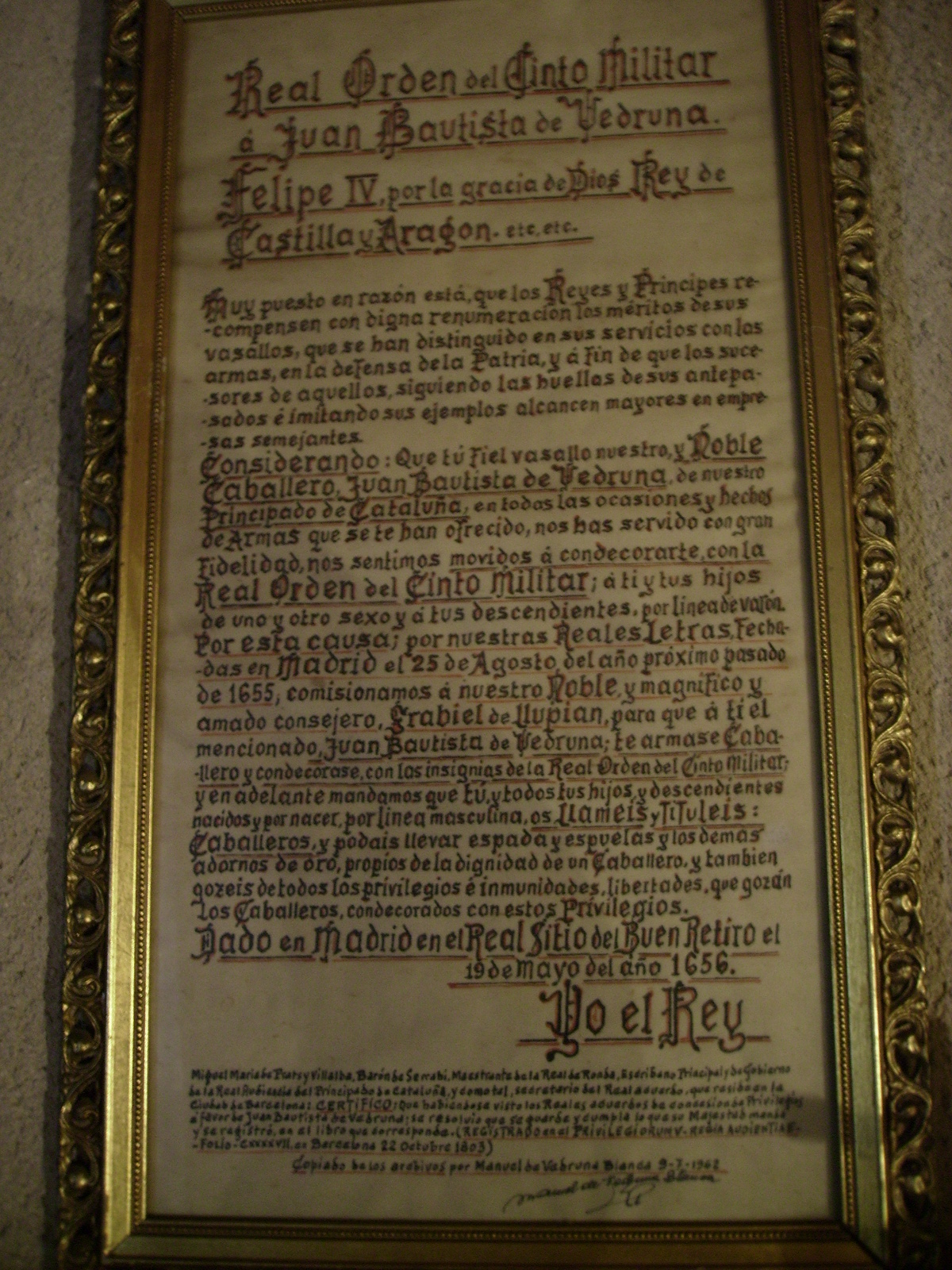
L'octroi par arrêté royal de l'« anoblissement de Juan Bautista » citoyen de Vedruna (et tous les descendants des deux sexes), ancêtre direct de sainte Joaquina Vedruna de par le roi Philippe IV en 1656.

### Le mariage
Finalement elle accepte la proposition de mariage avec don Teodoro de Mas i Sola, un jeune avocat de 24 ans qui exerce la même fonction de notaire que le père de Joaquina, dans la même chancellerie. Teodoro de Mas et son père étaient devenus de bon amis. Teodoro de Mas est l'aîné de neuf frères et sœurs dans une famille de propriétaires terriens appartenant à la noblesse rurale de Vic. Propriétaire d'un grand patrimoine, Teodoro était alors menacé par plusieurs actions en justice. 
Joaquina et Teodoro se  marient en l'église de Santa Maria del Pi, où lui-même avait été baptisé, le dimanche de Pâques, le 24 mars 1799. 
De leur mariage naquirent 9 enfants, dont 6 ont atteint l'âge adulte :
- Anna (1800 - 1872),
- Joseph-Joachim (1801 - 1873),
- Francis (1803 - 1809),
- Agnes (1805 - 1878),
- Joaquina (1806 - 1815),
- Charlotte (1808 - 1815),
- Théodora (1810 - 1885),
- Teresa (1813 - 1886),
- Maria del Carmen (1815 - 1882).

### Épouse, mère et veuve

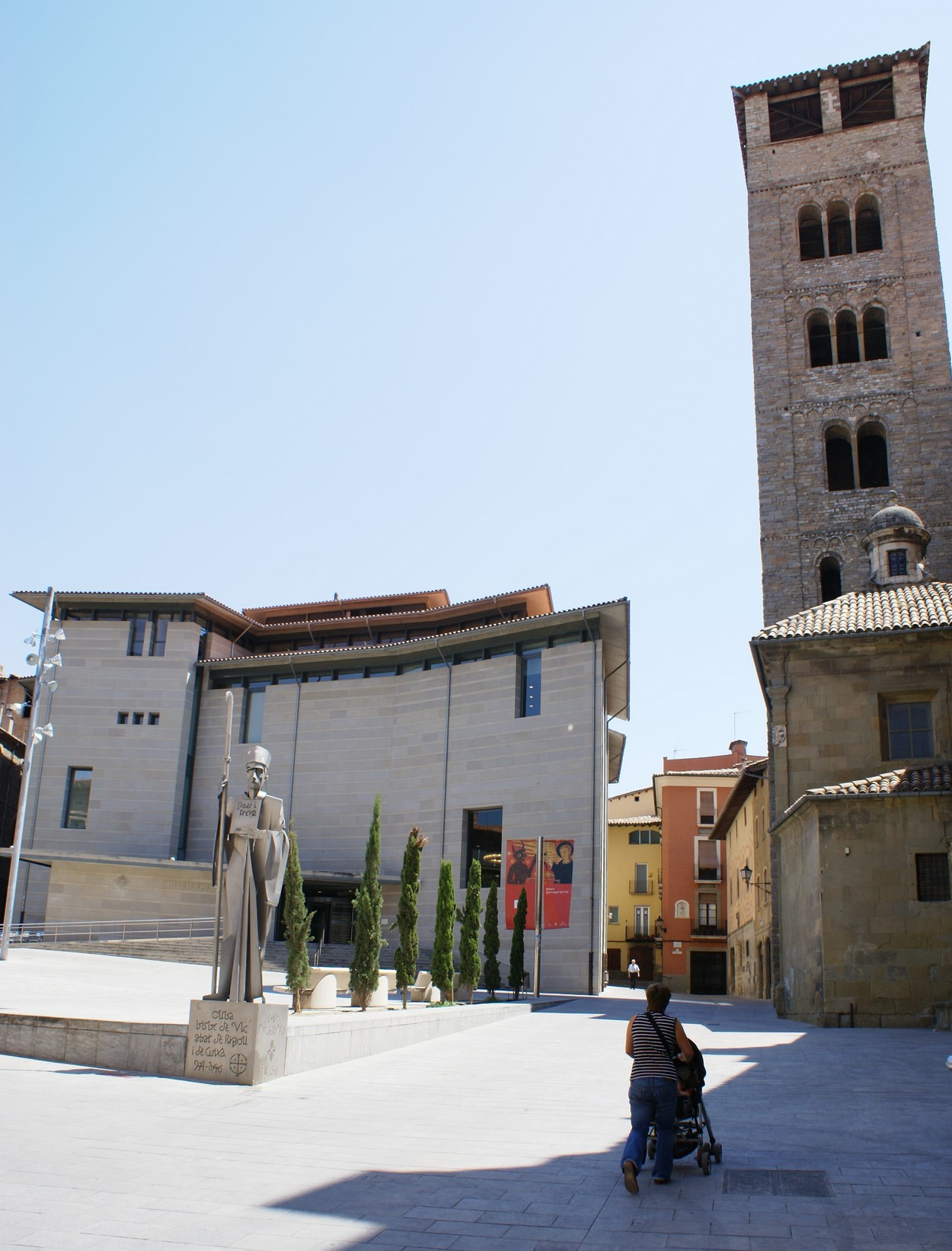
Vic : Musée épiscopal, statue de l'abbé Oliva, le clocher de la cathédrale.

Sa vie matrimoniale féconde a cependant connu trois points négatifs : 
- elle est d'abord rejetée par ses beaux-parents à Vic ;
- la Guerre d'indépendance espagnole (1808 - 1814), dans lequel son mari, patriote convaincu, a participé activement ;
- et la mort prématurée de trois de ses enfants.

À la suite de la guerre, Teodoro de Mas  contracte la tuberculose et meurt le 6 mars 1816 à Barcelone. 
Joaquina, veuve à 33 ans, avec ses 6 enfants, quitte Barcelone et déménage au Mas Escorial de Vic (le manoir la famille de son mari). Ce manoir, qui désormais lui appartient, est le lieu où son mari avait passé les années difficiles de la guerre (1808 - 1813). 
Là, ils gagnent leur vie, non sans difficultés, et elle poursuit la formation humaine et spirituelle de ses enfants. 
Dans le même temps, elle n'oublie pas son désir de vie religieuse contemplative, projet cependant reporté par ses fonctions de mère. 
Sur les 6 enfants survivants, Joseph-Joaquim et Agnes partent fonder une famille, Anna et Teresa embrassent la vie religieuse dans le monastère de Clarisses de Santa Maria de Pedralbes (Barcelone). Maria del Carmen et Théodora choisissent la  vie monastique au monastère cistercien de Santa Maria Vallbona.
Pendant toute la durée de son veuvage, Joaquina de Vedruna poursuit courageusement sa progression dans la vie spirituelle, par une intense prière, la pratique de pénitences et les œuvres de charité.

### Fondatrice et animatrice spirituelle

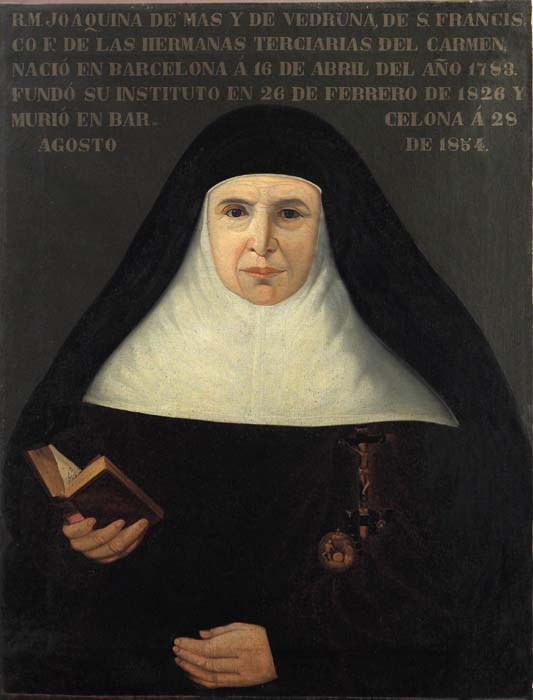
Sainte Joaquina de Vedruna, portrait peint à la fin du XIXe siècle par une petite-fille de la sainte d'après une photographie originale.

La rencontre fortuite, en 1819, avec le frères capucins Étienne d'Olot (Esteve Fàbrega i Sala, 1774 - 1828), dans l'église des Frères mineurs capucins de Vic, a marqué un tournant décisif dans son projet de vie religieuse. 
Le moine l'oriente vers la création d'un nouvel institut religieux dédié au soin des malades et à l'éducation des filles d'origines sociales modestes (à une époque où les études pour les femmes étaient encore peu développées). 
Le projet avait le soutien et l'approbation de l'évêque de Vic Pau de Jesús Corcuera i Caserta (1825 - 1835).
Au début, le père Esteve et la mère Joaquina avaient pensé affilier ce nouvel institut à la famille franciscaine, comme « Les enfants des Frères Pénitentes », mais l'évêque Corcuera a préféré le mettre sous la protection de Notre-Dame du Mont-Carmel, et de le nommer les "Sœurs tertiaires de la Bienheureuse Vierge du Carmel". 
Le nom de "Sœurs carmélites de la charité", qui est l'institution officielle a commencé à être utilisé après 1866. 
Le 6 janvier 1826, fête de l'Épiphanie, dans la chapelle du palais épiscopal de Vic, et en présence de l'évêque, Joaquina a Vedruna prononce ses vœux d'entrée en religion : vœux « d'obéissance, de pauvreté et de parfaite chasteté », et signe le certificat d'entrée en profession sous le nom de sœur Joaquina du Père Saint François, elle a 42 ans. Huit autres femmes professent leurs vœux 20 jours plus tard. 
Le 7 janvier, Joaquina renonce à ses biens devant notaire en faveur de son fils Joseph-Joachim, et le 2 février, jour de la fête de la Purification de la Vierge Marie, elle commence à réunir ses premières filles au Mas Escorial pour les préparer à la vie communautaire et au travail apostolique du nouvel institut. 
Celui-ci est créé officiellement le 26 février de cette même année 1826, qui coïncide avec le 3e dimanche de Carême.

### Persécution et exil
En tant que mère de Josep Joaquim de Mas, partisan célèbre de la cause carliste, Joaquina Vedruna a également souffert de la persécution idéologique et politique, durant les convulsions de la première guerre carliste (1833-1839). Le 12 avril 1837 elle est arrêtée et emprisonnée pendant cinq jours à Vic, mais il semblerait que le processus d'accusation ne soit pas allé plus loin. 
Pour des raisons de sécurité, elle part à la Maison de la charité de Barcelone, dirigée par des sœurs de son institut, puis à l'hôpital militaire de Berga encore tenu par le carlistes. Le noviciat de Vic est fermé le 3 juillet 1840. Lorsque la ville de Berga est proche de tomber aux mains des libéraux, les sœurs prennent le chemin de l'exil par crainte des représailles. Joaquina fuit également l'Espagne, elle rejoint alors le Roussillon où elle reste de 1836 à 1842.
La mère Joaquina Vedruna rentre d'exil au printemps 1843. Le 6 septembre 1843 elle arrive à Vic après 6 ans d'absence et après avoir visité les autres communautés fondées avant la guerre. À partir de ce moment, elle se consacre entièrement à consolider et augmenter le nombre des instituts, et à répondre aux nombreuses demandes de fondations qui lui arrivent (à sa mort l'institut compte 30 communautés et 150 religieuses).
Un noviciat est rouvert, les sœurs commencent à émettre des votes publics (jusque-là il n'y avait que des votes privés, c'est-à-dire sans valeur officielle).
Elles obtiennent de Llucià Casadavall i Duran, vicaire capitulaire de Vic après la mort de l'évêque Corcuera, l'octroi définitif de l'habit du Carmel. 
Le Père Claret, (futur saint Antoine Claret) collabore à ces projets et à la formation des sœurs du noviciat. 
Joaquina de Vedruna confie la rédaction de constitutions à partir de la règle initiale du père Esteve et de ses propres «ajouts» de l'année 1845. 

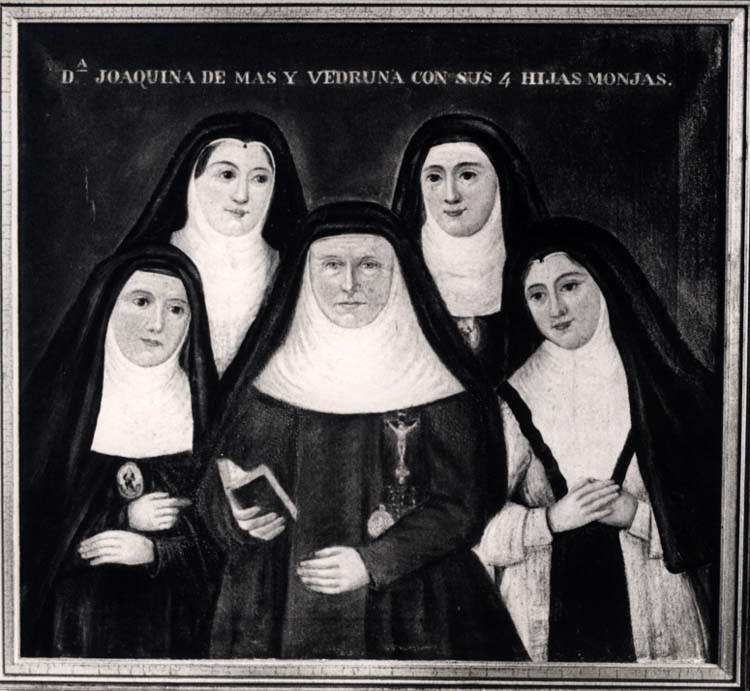
Sainte Joaquina Vedruna et ses 4 filles religieuses. Peinture d'une de ses petites-filles.

Ce sont les premières mesures sérieuses pour la consolidation canonique de la Congrégation.
La congrégation est définitivement approuvée en 1850. Malgré les nombreux problèmes posés par la guerre civile et par l'opposition séculaire, son institut se développe, d'abord en Catalogne, puis dans toute l'Espagne, jusqu'en Amérique du Sud.
Llucià Casadevall, alors évêque de Vic, introduit des changements dans l'institut, comme la notion d'un directeur général, dont les fonctions, cependant, sont limitées à approuver et acter les décisions sans initiative directe dans le fonctionnement de l'Institut. Joaquina Vedruna a eu une influence décisive (dans un esprit constructif) sur l'acceptation par les sœurs de ces nouveaux statuts. La mère Vedruna a gardé une pleine liberté dans l'acceptation et la planification de nouvelles fondations et dans la gestion directe de l'Institut. 
Le poste de directeur général a disparu avec les Constitutions de 1866, qui ont donné à la congrégation sa structure finale avec une autorité centrale unique dirigée par un supérieur général.
En fin d'année 1852, mère Joaquima s'installe définitivement la Maison de la charité de Barcelone. 
À Barcelone, malade, elle se trouve incapable de visiter les maisons de l'ordre, et doit communiquer par écrit avec les supérieurs et les autres sœurs. 
L'évêque de Vic, nomme mère Paula Delpuig i Gelabert vice-supérieure générale avec pleins pouvoirs, et un nouveau directeur général est désigné en la personne du Père Bernard Sala. La décision de l'évêque provoque confusion et inconfort parmi les sœurs, qui ont vu en la mère Veneranda, disciple fidèle de la première heure, le successeur naturel de la fondatrice. Ce fut mère Joaquina, dans une réunion des supérieures à Barcelone qui marqua le chemin de l'acceptation et de l'ouverture confiante à venir.

### Derniers jours et décès
En 1849, la mère Joaquina Vedruna avait subi un premier accident vasculaire cérébral (AVC), elle était alors en visite à Sainte-Marie Vallbona où elle avait deux de ses filles religieuses, Maria del Carmen et Theodora. Quand son travail atteint la maturité et la stabilité, la fondatrice a commencé son déclin lent mais inévitable. 
Les deux dernières années de sa vie, peu à peu minées par la maladie, la mère Joaquina les a passées dans la Maison de la charité de Barcelone, une ville où le climat était plus doux qu'à Vic, sous les soins attentif de la mère Veneranda et la douce chaleur de sa fille Agnès, alors veuve, qui la visitait souvent, et ses deux filles Clarisses de Santa Maria de Pedralbes.
Elle est morte victime du choléra à la Maison de la charité de Barcelone le 28 août 1854 à 71 ans. Dans la matinée, dans un moment de lucidité, elle avait reçu les Saints Sacrements.
Lors de sa mort, la religieuse âgée de 71 ans est admirée pour sa dévotion, sa foi en Dieu et sa charité.

## Canonisation et célébrations

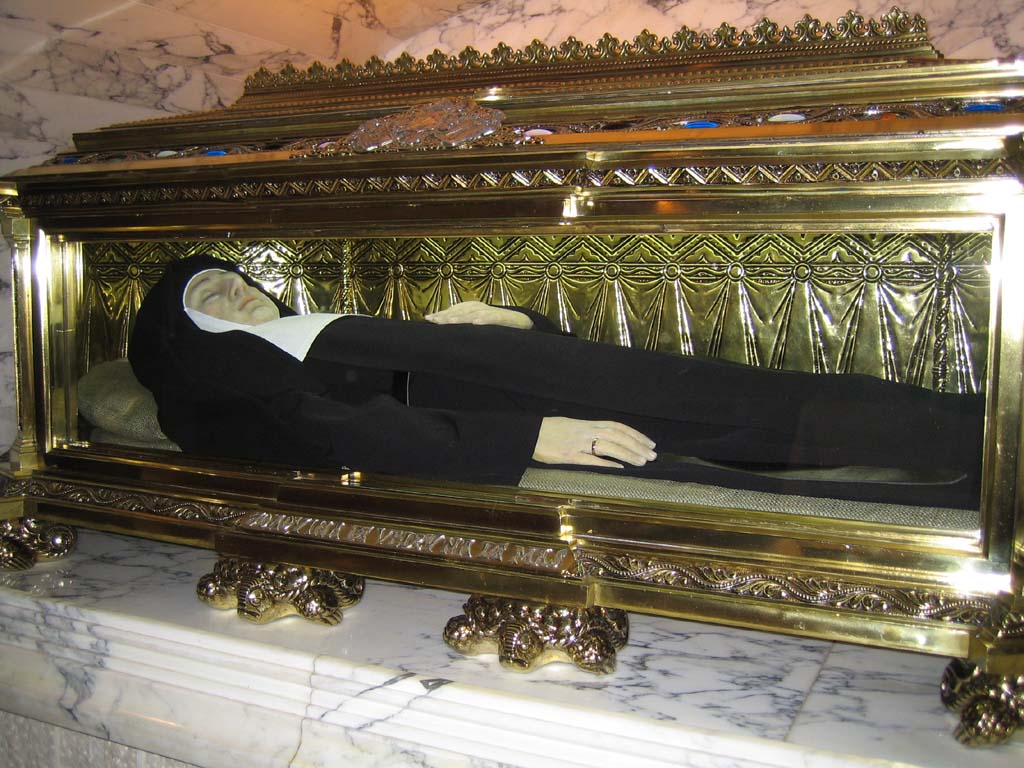
Reliquaire avec le corps de Sainte Joaquina Vedruna dans l'Oratoire de Mas Escorial de Vic.

Son corps repose au Mas Escorial de Vic.
Elle est béatifiée par le pape Pie XII à Rome le 19 mai 1940 et canonisée le 12 avril 1959 par le pape Jean XXIII à Rome. 
L'ordre du Carmel célèbre sa fête le 22 mai avec rang de mémoire facultative.
Dans le diocèse de Vic, Barcelone et Tarragone sa fête est célébrée comme jour de mémoire obligatoire. Pour les autres diocèses catalans, sa fête est une mémoire facultative. Les Carmélites de la charité célèbre également chaque année la date du 26 février, jour anniversaire de sa Fondation.

## Sa spiritualité
Il est à noter la dévotion mariale très carmélitaine dans son Institut, placé dès son commencement sous la protection et la défense de la Sainte Vierge du Carmel.
Les trois ressorts sur lesquels reposait sa vie spirituelle et qui ont donné un impact distinctif à son action sont : le sens providentiel de la vie, l'exercice ininterrompu de prière et l'amour pour Jésus-Christ crucifié.
Le tout inclus dans une confiance illimitée et joyeuse en la divine Providence, qui était le secret de sa ductilité merveilleuse. Entièrement abandonnée dans les bras d'amour de Dieu, avec sureté et spontanéité naturelle, elle voit que tout peut s'adapter aux circonstances humaines imprévues et déconcertantes qu'elle a dû traverser dans sa vie mouvementée.
Son goût prononcé pour les prières liturgiques, dont elle pénétrait la saveur et l'efficacité, sachant se nourrir de leur contenu, et de leur doctrine. Elle savait vivre intensément l'Esprit dans les mystères liturgiques.
Son dynamisme apostolique a été orienté et guidé par les ressorts de l'amour contemplatif.
Ses multiples occupations, jamais loin de Dieu, étaient étroitement unis à Lui, d'où sa devise de son œuvre qui semblait être "L'action par la contemplation".
Sa vie, chauffée dans la forge de l'amour divin, se déroulait tranquillement, les communications divines l'enlaçant au mystère trinitaire.
Elle trouvait ses délices dans l'approche de l'Eucharistie, guidée par la main de Marie, la douce Mère du Carmel, à qui elle attachait beaucoup d'amour.
Par conséquent, elle a fait de grands efforts pour enseigner à ses filles comment faire appel à la Vierge pour célébrer, en produisant des fruits, les mystères de Jésus.

### Son message
- que notre propre état de vie peut et doit nous sanctifier.
- nous sommes toujours attendus par le Seigneur « qui appelle ».
- que la vie de sacrifices est un court chemin vers le ciel.
- que la prière et l'humilité sont nécessaires à notre salut[11].

## Héritage

### Correspondance
En plus de la documentation abondante sur les fondations, recueillie et publiée par la sœur Ana María Alonso Fernández dans son "Histoire documentaire de la congrégation des Sœurs carmélites de la charité", une grande partie des lettres de correspondance de Santa Joaquina Vedruna sont conservées. Elles sont adressées principalement aux enfants et sœurs de l'institut. Celui-ci conserve le texte de 172 lettres, la plupart d'entre eux sont auto-graphiques. Le style épistolaire vif, franc et simple, permet d'accéder au caractère humain et spirituel fougueux de cette illustre femme catalane, le pape Pie XII l'a proposée comme un modèle d'épouse, de mère, de veuve et de d'éducateur religieux.

### Institut des Sœurs carmélites de la charité
L'institut des Carmélites de la charité, fondé par la mère Joaquina, compte aujourd'hui plus de 2500 religieuses.
Sur la cinquantaine de congrégations religieuses qui ont été créées et  agrégées à l'ordre du Carmel en qualité de tiers-ordres réguliers, c'est la plus importante des congrégations carmélitaines existantes.

### La figure de Joaquima de Vedruna
La mère Paula Delpuig i Gelabert, qui a succédé à sainte Joaquina comme supérieure générale, a pris soin de recueillir et de conserver les souvenirs de la fondatrice, en vue du processus de canonisation prévisible. Ainsi, elle a géré le transfert de la dépouille de Joaquina Vedruna à la Maison Mère de Vic le 21 septembre 1881, et chargé Mgr Benito Sanz y Forés, archevêque de Valladolid de rédiger une biographie, publiée à Madrid en 1892 sous le titre «Vida de la Madre Joaquina de Mas y de Vedruna, Fundadora de la Congregación de Hermanas Carmelitas de la Caridad y breve noticia de algunas Hermanas del Instituto». Cette biographie est basée sur les témoignages des sœurs qui avaient connu la mère Joaquina Vedruna.

## Source
- (ca) Cet article est partiellement ou en totalité issu de l’article de Wikipédia en catalan intitulé « Joaquima de Vedruna » (voir la liste des auteurs).